# Сила высоты
Сила высоты — сингл украинской певицы Тины Кароль, выпущенный 7 декабря 2018 года. Композиция вошла в сборник «Плейлист весны». Позже песня была добавлена в студийный альбом «Найти своих».

## Описание
«Сила высоты» – это песня о преданности женщины своему мужчине, которая покорно оберегает его».
В конце ноябре 2018 года, Тина Кароль опубликовала тизер на своей странице в Instagram, в котором играет начало её новой песни "Сила высоты". 6 декабря, в своих социальных сетях певица написала: “Встречайте премьеру клипа на новую песню "Сила высоты” и призвала поклонников делиться своими впечатлениями о произведении.
“Я счастлива вновь объединить вокруг себя лучших и создать новую жизнь. Песни для меня — это мои жизни”, – говорит Тина Кароль.
Музыку и слова песни «Сила высоты» написал Егор Солодовников, автор знаменитого хита Тины Кароль «Сдаться ты всегда успеешь».
 “Тина Кароль действительно уникальный Артист с большой буквы! Я восхищен, насколько глубоко она чувствует, понимает и управляет всеми энергиями и процессами. Даже теми, которые, на первый взгляд, не очень важны. Этот дар, этот вкус и отличает артиста от Большого Артиста! Для меня большая честь и подарок судьбы прикоснуться к музыке вместе с Тиной. Она наполнила эту песню собой, вдохнула в неё сильную, свежую, мощную и открытую жизнь”, – говорит автор песни Егор Солодовников.

## Видео
Режиссёром работы выступил известный эстонский клипмейкер Хиндрек Маасик, ранее снимавший для Тины клипы к песням «Вьюга-зима», «Мы не останемся друзьями», «Сдаться ты всегда успеешь». В новом видеоклипе на песню «Сила высоты», Хиндрек делает ставку на женственность и красоту самой Тины Кароль, обыгрывая в клипе грациозность её пленительного образа.
 “Клип на песню Тины Кароль «Сила высоты» — это эталонное отображение красоты женщины. Тина вдохновляет снимать такие чувственные, художественные, тонкие по смыслу работы. Её сексуальность деликатна, её магнетизм в деталях. Переступая через шаблоны сиюминутных запросов, я хотел показать в этом клипе ясную, красивую, искреннюю картину, как бы это сделал любой художник. Для многих в искусстве Тина Кароль является музой, и для меня в том числе”, — говорит режиссёр клипа Хиндрек Маасик.
За стиль певицы в клипе отвечала украинский стилист Ольга Ревуцкая, которая совместно с киевским семейным ателье «Masterskaya» создавала для неё соблазнительные образы.

## Live исполнения
31 декабря 2018, Тина Кароль выступила на шоу «Новогодний Вечерний квартал», где исполнила песни «Дикая вода» и новую композицию «Сила высоты».
7 апреля 2019, певица выступила с композицией «Сила высота» в 12-м выпуске 9-го сезона вокального шоу «Голос страны» на телеканале 1+1.
11 апреля 2019, на шоу-концерте «Вечер премьер» с Екатериной Осадчей, певица выступила с композицией «Сила высоты».
24 августа 2019, в грандиозном праздничном шоу "З Днем народження, Україно!", от телеканала «Украина», Тина Кароль выступила с песней «Сила высоты».

## Список композиций
| №  | Название      | Длительность |
| -- | ------------- | ------------ |
| 1. | «Сила высоты» | 3:04         |

## Текст песни
Я не дам тебе спать, я тебе буду сниться.
Знай, я с первого дня была рядом!
Ты единственный, кто в силах меня приручить;
Ты единственный, кто в силах меня приручить.
Я летала в небесах, я летала в небе сама,
Мои крылья остужали ледники на полюсах.
Я встречала корабли в двух неделях от земли,
Капитаны их спасали, капитаны всё могли,
И в тебе я вижу силу высоты!
Припев:
Я ворвусь в твою жизнь, как птица -
Я не дам тебе спать, я тебе буду сниться.
Знай, я с первого дня была рядом!
Ты единственный, кто в силах меня приручить;
Ты единственный, кто в силах меня приручить.
В нашей книге о любви недописанных страниц
Ровно столько, сколько хочешь, впереди ещё вся жизнь. 
Ты без клеток золотых, без очередных границ,
Привязал меня навечно для сердечной красоты;
И напомнил снова силу высоты...
Припев:
Я ворвусь в твою жизнь, как птица -
Я не дам тебе спать, я тебе буду сниться.
Знай, я с первого дня была рядом!
Ты единственный, кто в силах меня приручить;
Ты единственный, кто в силах меня приручить.
Я ворвусь в твою жизнь, как птица!
Ты единственный, кто в силах меня приручить;
Ты единственный, кто в силах меня приручить;

## Чарты
| Чарт (2019)                             | Пиковая позиция |
| --------------------------------------- | --------------- |
| Киев (TopHit City & Country Radio Hits) | 15              |
| СНГ (TopHit)                            | 194             |
| Украина (TopHit)                        | 8               |

| Чарт (2019)                                | Позиция |
| ------------------------------------------ | ------- |
| Киев (TopHit City & Country Radio Hits)    | 19      |
| Украина (TopHit City & Country Radio Hits) | 11      |
| Украина (TopHit Radio & YouTube Hits)      | 27      |
| Украина (TopHit YouTube Hits)              | 85      |

### Годовые чарты
| Чарт (2019)                                | Позиция |
| ------------------------------------------ | ------- |
| Украина (TopHit City & Country Radio Hits) | 94      |
| Украина (TopHit Radio & YouTube Hits)      | 133     |

## История релиза
| Регион | Дата           | Формат                      | Версия  | Лейбл      | Прим.  |
| ------ | -------------- | --------------------------- | ------- | ---------- | ------ |
| Мир    | 7 декабря 2018 | Цифровая загрузка, стриминг | русская | Баз лейбла | [ 25 ] |
| СНГ    | 7 декабря 2018 | Радиоротация                | русская | Баз лейбла | [ 26 ] |

## Номинации и награды
| Год  | Награда         | Номинированная работа | Категория            | Результат | Ис.    |
| ---- | --------------- | --------------------- | -------------------- | --------- | ------ |
| 2019 | M1 Music Awards | «Сила высоты»         | «Золотой граммофон « | Победа    | [ 27 ] |